# Scatella semicinerea
Scatella semicinerea är en tvåvingeart som först beskrevs av Wayne N. Mathis och Shewell 1978.  Scatella semicinerea ingår i släktet Scatella och familjen vattenflugor. Inga underarter finns listade i Catalogue of Life.